# ノエル・ギャラガー
ノエル・トマス・デヴィッド・ギャラガー（Noel Thomas David Gallagher、1967年5月29日 - ）は、イギリスのミュージシャンである。ロックバンド、オアシスのギタリスト兼ボーカリストである。同バンドのリードボーカリストであるリアム・ギャラガーは実弟である。身長173cm。
オアシスのソングライターを務め、代表曲である「ドント・ルック・バック・イン・アンガー」や「ワンダーウォール」などを作曲し、オアシスを世界的ロックバンドに成長させた。いくつかの楽曲では、リアムに代わってボーカルも担当している。2011年10月よりノエル・ギャラガーズ・ハイ・フライング・バーズの名義で本格的なソロ活動をスタートした。

## 略歴
ノエル・ギャラガーは、マンチェスターに程近いロングサイトで、アイルランド人の両親、母ペギー(1943〜)と父トミー・ギャラガー(1944〜)との間に、3兄弟の次男として生まれた（長男ポール、三男リアム）。三男のリアムが1972年に生まれた直後に、ギャラガー兄弟はマンチェスターのバーネイジに移り住んだ。
ギャラガー兄弟はしばしばアルコール依存症であった父親から暴力を受けたとされ、長男ポールと次男ノエルの2人は、暴力的な父親に関係する心理的な不安により、吃音症を患った。長男ポールは自分専用の部屋を与えられたが、ノエルとリアムは同じ部屋を共有させられた。
ペギー・ギャラガーは1976年に、夫との法的な離別権を獲得した。その6年後、彼女は3人の子供たちをつれて夫のもとから離れた。

### 10代
ティーンエイジャーの頃のギャラガー兄弟（特にノエル）は学校への無断欠席の常習者であり、しばしば警察の世話になっていたという。ノエルはペギーが学校の食堂で働いていた時、学校の昼食の時間に母のもとに立ち寄っていたという。
13歳の時、強盗で半年間の保護観察処分を受ける。この時期に初めて独学でギターを練習し始め、ラジオから聴こえてくるお気に入りの音楽を模倣した。特に彼は、1983年にザ・スミスがトップ・オブ・ザ・ポップスでパフォーマンスした「This Charming Man」から強くインスパイアされた。後に彼は「その日から、ジョニー・マー（ザ・スミスのギタリスト）になってやろう、そう思うようになったんだ」と語っている。
15歳の時、小麦粉の袋を教師に向けて投げた事が原因で、学校を退学処分となった。
彼はティーンエイジャーの頃から父親の働いている建築会社で働き始める。そのため彼は当時父とのコンタクトを断続的にだが継続させた。しかし、後にそこを辞め、ブリティッシュ・ガス（英国のガス会社）に下請けされた別の工務店に配管工として就職した。
そこで彼は鋼鉄製のガスパイプのキャップを右足に落とし負傷するが、その怪我が回復する間、会社は肉体的にそれほど負担にならない倉庫での仕事をノエルに任せるようになる。その期間、彼はギター練習やソングライティングに時間を割く余裕が持てるようになったという。彼はこの倉庫で働いていた時期に、後にオアシスのファースト・アルバムに収録される楽曲を作曲した。

### ローディー時代
ノエルは1980年代後期の多くの期間を失業しており、この時期は気晴らしにドラッグをやったり、ソングライティング、ギターの練習などをして過ごした。
1988年5月、ストーン・ローゼズのギグを見に行った時、ノエルはインスパイラル・カーペッツのギタリストであるグラハム・ランバートと出会い、知り合いとなる。後にインスパイラルのボーカルであったスティーブ・ホルトがバンドを抜けた時、ノエルはインスパイラルの新しいボーカリストのオーディションを受ける。オーディションには落選してしまうものの、代わりに、彼らのローディーとしての職を得ることになる。
ノエルはインスパイラル・カーペッツのローディーを約2年間務め、日本やアメリカのツアーなども経験する。

### オアシス時代

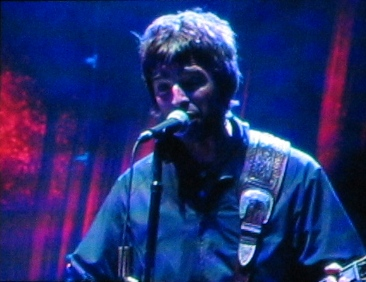
カリフォルニア州マウンテンビューにて（2005年9月）

オアシス加入以降の歴史は、オアシスの歴史の項を参照のこと。
1991年、ノエル24歳の時にオアシスに加入。1992年1月15日、オアシスがノエル加入後初のライブを行う。
1996年のMTVアンプラグドにオアシスとして出演予定だったが、リアムが喉の不調を理由に出演を拒否したため、全曲でボーカルを務めた。出演名義は"ノエル・ギャラガー"になっている。
2008年9月7日、トロントでのギグの最中にステージに突如上がったファンが後ろからノエルを突き飛ばし、次にリアムに襲いかかろうとした直後、セキュリティーに取り押さえられる。これによってギグが一時中断するというアクシデントが起きるも、数分後に再開した。その後病院で検査を受けたところ、モニタースピーカーに体を強打した影響で肋骨を損傷していることが判明。残りの北米ツアーが延期される事態になった。
2009年8月28日、オアシスの公式ウェブサイト上で脱退を表明。

### オアシス脱退後

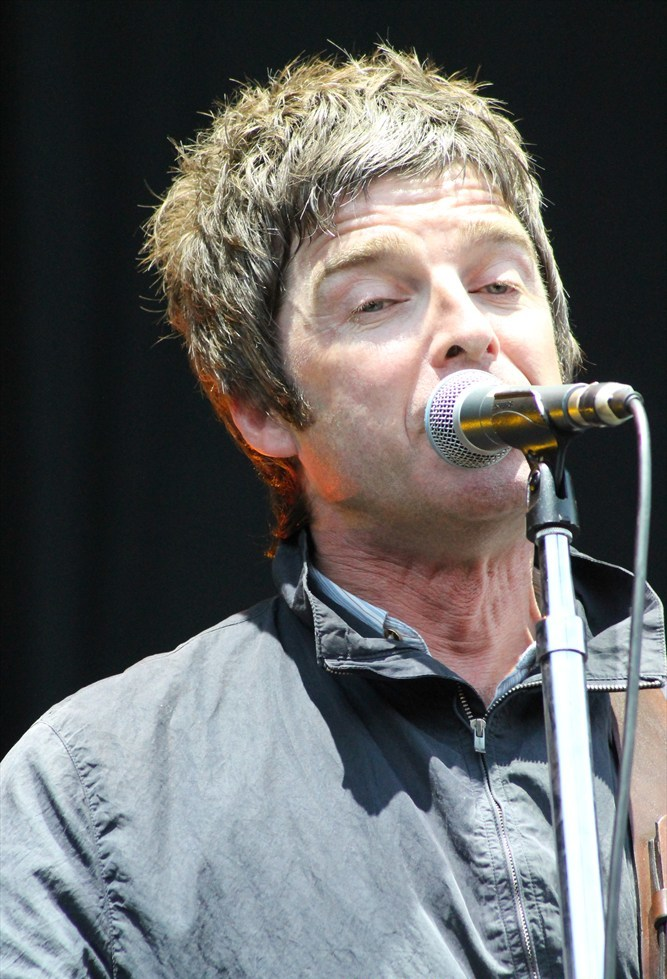
2012年

ソロ活動についてはノエル・ギャラガーズ・ハイ・フライング・バーズの項も参照。
2010年3月25/26日、ロンドン・ロイヤル・アルバート・ホールにてTeenage Cancer Trustが主催するチャリティーコンサートにて、オアシス脱退後初となるソロ公演を行なう。オアシスのメンバーであったゲム・アーチャーや、オアシスのツアーにも参加していたジェイ・ダーリントンなどと共演する。
2011年7月7日に記者会見を開き、初のソロ・オリジナルアルバム『ノエル・ギャラガーズ・ハイ・フライング・バーズ』のリリース及びアモルファス・アンドロジーナスとのアルバム制作を発表。2011年10月17日に『ノエル・ギャラガーズ・ハイ・フライング・バーズ』が発売され、翌週よりツアーを開始する。アモルファス・アンドロジーナスとのアルバムのリリースはその後取りやめになる。
2015年3月2日、2ndソロアルバム『チェイシング・イエスタデイ』発売。
2017年11月24日、3rdアルバム『フー・ビルト・ザ・ムーン?』(Who Built The Moon)を発売。日本では同月22日に先行発売された。
2022年5月17日、 ノエル＆リアム・ギャラガー兄弟の間で喧嘩が勃発した際、床に叩きつけられたノエルのギターがオークションに出品されて、 32万5000ポンド（約5100万円）で落札された。
2024年8月26日、“27.08.24”（2024年8月27日）、“8am” の文字が入った動画がそれぞれオアシス、ノエル、リアムのSNSアカウントに投稿された。そして8月27日の日本時間16時（UKでの8am）、再結成・ワールドツアー"OASIS TOUR 25"の発表があった。

## 人物
幼い頃は社交的な性格であったが、父親の絶えまない暴力により、非社交的で他人を信用しない暗い性格へ変わっていった。ノエル自身は労働者階級出身であり、しばしばインタビューにおいて英国の中産階級の人々を嫌う発言をしている。
スキャンダルが多いオアシスだが、ノエルが起こすトラブルの大半は舌禍事件のみでプロ意識は非常に高い。トラブルメーカーの弟リアムの不安定な喉の調子や、酩酊状態でステージに上がることに苦言を呈すことが多く、これが原因で兄弟喧嘩に発展することも多い。口こそ悪いものの比較的冷静で温厚、我慢強い性格であり、何度もリアムのトラブルを水に流している。
本人曰く両利きらしく、インタビューでは「俺は両利きなんだよ。字を書くときは左手で、ギターは右で弾く。足は右利きだ。」と語っている。

### 発言

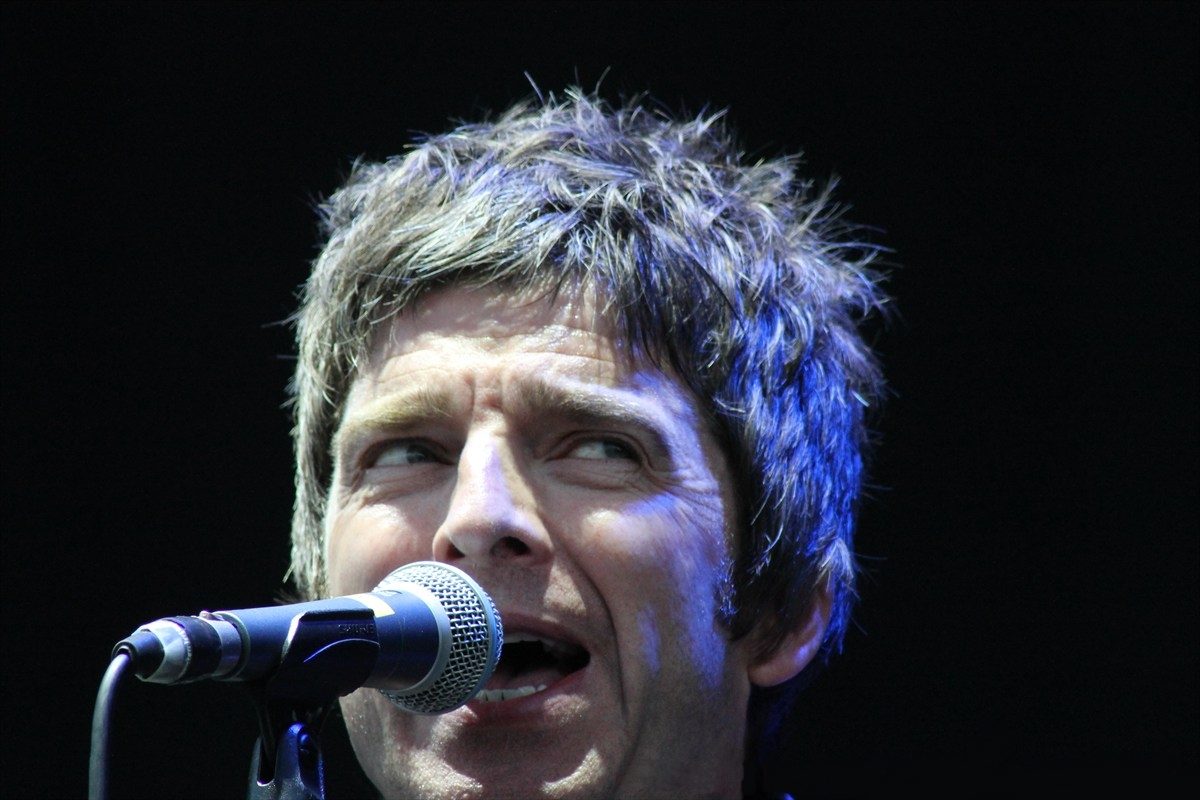
2012年

他のバンドを名指しで酷評するなど暴言が報じられることがしばしばあり、ノエルは、「ドラッグなんて紅茶を飲むようなもの（ドラッグに関しては1998年で止めたと公言している）」「スーパーのレジが混んでる時はムカつくから、仕返しに万引きしてやった」といった問題発言をかつてしたことがある。
有名なものとして、1995年の「ブラーのデーモンとアレックスはエイズにでもかかって死ねばいい」がある。これはプレスなどを通じて日常的に互いのバンドをけなし合っていたブラーとオアシスが、シングル同時発売対決でオアシスの方が敗れた後、ノエルが激怒の上で発言したものである。当時のマスコミやエイズ関連団体はノエルを大バッシングし、社会問題にまで発展、ノエルは「デーモンとアレックスには長生きして欲しい」と謝罪した。その後は確執もすっかり無くなった模様である（後述）。

### 影響
2002年のニュースステーションにおけるインタビューで「ビートルズは大好きだし、彼らと比べられるのは光栄だけど、オアシスとビートルズが音楽的に似てると感じた事はない。彼らのファッションとか物の見方には影響を受けてるけど、音楽的にはローリング・ストーンズやセックス・ピストルズの方がより近いんじゃないかな」と発言をしている。
初めて買ったアルバムは、セックス・ピストルズの『勝手にしやがれ!!』。主に、1960年代のロックから音楽的影響を受けている。1980年代のマンチェスターサウンド（ハシエンダ）も好んで聴いている。

### サッカー
サッカーファン、特にマンチェスター・シティFCのサポーターとして知られる。マンチェスター・ユナイテッドFCが大嫌いであると度々発言している。ナショナルチームではアルゼンチン代表がお気に入りで、同国代表のリオネル・メッシもオアシスのファンを公言している。一方、母国であるイングランド代表には、シティのライバルチームの所属選手が多いためか、皮肉や苦言を呈すことが多い。イギリスのサッカー番組「Soccer AM」に度々出演している。
2007年10月、ウェイン・ルーニーの婚約者であるコリーン嬢は、ギブソン・レスポールをルーニーの22歳の誕生日にプレゼントする際、ノエルにサインを入れてくれるよう申し出た。ルーニーはマンチェスター・ユナイテッドに所属しており、前述の通りノエルはユナイテッドが大嫌いであるが、これを絶好の機会と考えて快諾。バンドのギター・テクニシャンに命じてギターをマンチェスター・シティのイメージカラーである空色に塗り直させ、マンチェスター・シティのクラブ・アンセムである「ブルー・ムーン」の歌詞をボディ・トップに書き込んで「ハッピーバースデー、スポンジ・ボブ」というメッセージカードを添えてルーニーに届けさせた。ルーニーはこれを見て大笑いしたが、さすがに自宅にこれを置いておくわけにもいかず、チャリティ・オークションに出品した。後日、お返しとしてルーニーはノエルに自身がマンチェスター・シティ戦でゴールを決めた時の写真に「スポンジ・ボブは最高さ」というメッセージカードを添えて送った。
近年のマンチェスター・シティがオイルマネーによって急成長を遂げていることを非常に肯定的に受け止めている。それを快く思わない他クラブのファンや関係者からの批判については「ヴェンゲルと奴の社会主義サッカーなんてクソ食らえだ。クラブのアイデンティティが失われるって、俺達が30年底辺だったことがアイデンティティか？」「オイルマネー?　ユナイテッドの選手やファンがガソリン入れるたびにシティに金が入るなんて最高じゃねえか！」と反論している。
アメリカのテレビ番組において「マンチェスターには二つの偉大なクラブ（シティとユナイテッドを指す）があって、最初に選んだ方をずっと応援するのさ。変えることはありえない」とも発言している。
2012年にはマンチェスター・シティの2012/2013シーズン用のユニフォームのモデルを務めた。

### 家族
ノエルは1997年にメグ・マシューズと結婚した。2000年1月に娘・アナイスが生まれるが、同年9月に離婚した。その後、サラ・マクドナルドと交際を始めた。2007年9月22日にドノヴァン、2010年10月1日にサニーが生まれる。マクドナルドとは2011年6月18日に結婚した。2015年、自身のインスタグラムでTommyと名付けた犬を飼い始めたと投稿した。2017年リリースの『フー・ビルト・ザ・ムーン?』はマクドナルドに捧げられ、アルバムジャケットにも登場している。マクドナルドとは2023年1月ごろに離婚した。

### ブログ
2008年8月より、バンドの公式サイトで「TALES FROM THE MIDDLE OF NOWHERE」というタイトルのブログを更新していた。数日間隔で更新され文章はすべて携帯電話のメールで送っていた。その日の出来事やツアーの感想が中心で好評を博し、2009年2月のNME AwardでBest Band Blog賞を受賞している。ノエルがオアシス脱退に関する声明を発表した2009年8月28日の更新をもって停止したが、2011年のソロ活動開始後から再び「TALES FROM THE MIDDLE OF NOWHERE VOL.2 :RETURN OF THE DREAD」と題し復活した。その後更新は停止。SNS発信はインスタグラムのみ。
2012年5月25日に日本の音楽番組『ミュージックステーション』（テレビ朝日）に出演。翌日に同番組出演の感想をブログに綴った（発言の内容は後述も参照）。その後誤訳が流布され日本のメディアに取り上げられた。

### 評価
ビートルズのプロデューサーであったジョージ・マーティンからは「世代を代表する素晴らしいシンガーソングライター」との評価を受けている。

## 他のバンド関係者やミュージシャンとの関係
自身に影響を与えた先輩ミュージシャンたちについては非常に尊敬しており、また仲の良い同世代・後輩のミュージシャンも多い。しかし気に入らないミュージシャンに対してはリアムと同様に名指しで批判する(現在は和解しているデーモンもその1人)ため、諍いに発展することもしばしばある。
デーモン・アルバーン
ブリットポップの最盛期である1990年代当時、マンチェスターの労働者階級出身のオアシスとは対照的に、ロンドンの中流階級出身である芸術家気質のブラーとは、対立が度々メディアで取り上げられた。シングル対決で敗れた後、激怒したノエルが「ブラーのデーモンとアレックスはエイズにでもかかって死ねばいい」と罵倒。それを知った母からは「そんな言葉を使うように育てた覚えはない」と叱られ、エイズ関連団体からは大バッシングを受けて謝罪に追い込まれた。現在では「デーモン・アルバーン は最高のアーティスト。俺はあいつのファンだ」とまで語っている。更に2011年には、クラブで偶然デーモンに遭遇し、酒を酌み交わし当時の事を笑い飛ばしたという 。2012年のブリットアワードのアフターパーティではお互いにカメラマンの前に姿を現し、抱擁を交わした 。その後も度々ツーショットが取られており、2013年にはライブでの競演が実現。2017年にはゴリラズのアルバムにノエルがゲスト参加し、話題を呼んだ。2025年のオアシス再結成に際しては、記録的なセールスも含め世界的な話題となったことから「（ブラーはオアシスに対し）喜んで敗北を受け入れる」と発言し、「彼らの夏になると思うし、最善を祈っている」とエールを送っている。
U2
「14歳のころにU2のテレビ出演を見て以来のU2ファン」と公言している。デビュー当時からU2を目標としており、「U2になるのが俺のデカい夢」とインタビューで語っていた。また、2008年には「自分の事をオアシスのエッジだと思ってる」との発言もある。90年代後半のU2低迷時代から現在に至るまでU2を敬愛しており、ボノから「メディアがU2を大して取り上げてくれなくても、ノエルはいつもU2の偉大な擁護者であり続けてくれた」という言葉を贈られた。
一番好きなアルバムは『アクトン・ベイビー』であり、デビュー前にそのアルバムツアーであるZOO TV ツアーを見に行き、「それまでの自分の人生で見た事がないくらい凄いと思った」と語っている。またアクトン・ベイビー収録の「ワン 」を「今まで書かれた中で一番偉大な名曲」と評している。そのため、ノエルはボノに対し「ボノはアフリカについては一言も喋らずにワンを演奏するべきだ」という発言も行っている 。
U2のアルバム『原子爆弾解体新書〜ハウ・トゥ・ディスマントル・アン・アトミック・ボム』の収録曲「ワン・ステップ・クローザー」は、ボノに対しノエルがかけた言葉をもとに歌詞が作られた。
U2に対しては常に賞賛の言葉を惜しまず「U2は歴史上最も過小評価されてるバンド」「地球上最高の存在」「U2のRunning To Stand StillやPink FloydのNobody's Homeみたいな曲を書けたら、その後2度と曲が書けずに死んだとしても悔いはないだろう」「一番パワーを持ったミュージシャンはボノだと思う。ボノは凄く影響力のある人物だよ。世界を変えようとして実際にそれができてる」等の発言がある。また、2009年8月に行われたU2のライブの打ち上げにも参加した。
2017年に行われた『ヨシュア・トゥリー』30周年記念ワールド・ツアーには、ノエルがサポート・アクトとして参加した。
ロビー・ウィリアムズ
1990年代中盤まではお互いに仲良くしていたが、2000年のブリット・アワード授賞式でノエルがロビーを「テイク・ザットのデブ・ダンサー」と罵ったことで関係が悪化。ロビーは2024年にハイド・パークで開催したコンサートでノエルのパネルを登場させたが、そのサイズは小さくノエルの身長を皮肉ったものであった。しかしロビーはノエルのそういった侮辱的な言動について「素晴らしいコメディ作家」だと賞賛もしており、「（発言）自体に傷ついたというよりも、いつまでもそのことが付きまとうのがうっとおしいんだ。でも彼はそういったことをやるのが上手いんだ。彼は数々の突き刺すような名言を残してきたからね。」と2022年に語っている。さらに先述の2024年ハイド・パーク公演ではオアシスの「ドント・ルック・バック・イン・アンガー」をカバーしたりもしている。
ジョニー・マー
デビュー初期から交流があり、マーのバッキングに徹する演奏スタイルは、ノエルに強い影響を与えた。また、お金の無かった頃のノエルの音楽的才能を見抜き、自身のギブソン・レスポール・カスタムを無償で貸し与え、さらに不慮の事故で壊れてしまっても笑って済まし、別のレスポールを譲ったという逸話がある。
ABBA
ノエルのやっている音楽とは異なるジャンルだが、「俺もああいう曲を書ければいいのに」「バレずに済むならパクりたい」と公言するほどの大ファンである。また、曲だけではなくステージでのパフォーマンスも評価している 。2024年にはホログラム公演 ABBA Voyageを観に行き感銘を受け、オアシスのホログラム公演をやりたい人がいるなら賛成すると述べている。
カート・コバーン
ネガティブで悲観的と正反対の音楽性だが、自身に通じる悲惨な生い立ちや、同い年であり左利きの碧眼、無類のビートルズ好きであったことから、ノエルは常にカートに親近感を抱いており、彼に会ってみたかったと語っている。また、生きていれば今頃はアメリカのジョン・レノンになっていただろうとも語っている。
グリーン・デイ
ノエルは 「アメリカのパンクロックが好きな奴ら、特にグリーン・デイのファンは大っ嫌いだ」とコメント。また最近では、「ブールヴァード・オブ・ブロークン・ドリームス」が、オアシスのヒット曲である「ワンダーウォール」に類似しているとノエルが抗議。曰く「俺達をパクるにはまだ早い」。この抗議に対して、グリーン・デイサイドからのアナウンスはされていない。また、グリーン・デイはマンチェスターでのライブでオアシスの曲をカヴァーしている。
ザ・ビーチ・ボーイズ
「連中が人気なのはAからZでロックバンドを並べた時、ビートルズの隣にあるからだ」「まあ6つくらい良い曲はあるよな」などと発言している。その中でもノエルはグッド・ヴァイブレーションを高く評価している。
レディオヘッド
レディオヘッドに対しては前衛性を評価する発言やネガティブな一面に対して批判的な発言がある。近年では「新作がリリースされたら聴きたいミュージシャンは?」という質問に、「彼らが何をやってるか気になる」という理由で、コールドプレイと共にレディオヘッドの名を挙げている。
ノエルはトム・ヨークに対し、「あんたがどれだけ"俺達は不運だ"って嘆く事に時間を費やした所で、最終的にはみんなあんたにクリープを歌って欲しいだけなのさ」とコメント（近年のレディオヘッドは「クリープ」をライヴではあまり頻繁には演奏しない）。その後ノエルが、「俺は大学なんか行ってねえ。絵筆が何なのかも知らねえよ。アート・スクールなんか行った事ないからな」と発言したことを受けて、トム・ヨークは「僕は行ったよ。他のアーティストをリスペクトするよう教わった」とコメントしている。他にも「間違ってれば正してくれよ。彼らは『キッド A』からずっと同じレコードを作ってないか？」、ダウンロード販売においてファンが値段を決める方法をとられた『イン・レインボウズ』に対して「あれは低予算のアルバム販促活動にしか見えなかった、彼らは反逆者やアウトサイダーを気取るのがお望みなんだろう」、「俺は彼らのCDは持ってない。でもライブに行くたびに打ちのめされるよ」などと発言。
基本的にはレディオヘッドを高く評価しており、「00年代以降イギリスで一番重要なバンドはオアシスではなくレディオヘッド」、「レディオヘッドは常に自分達の領域を広げてるバンドだ。俺達はそういうバンドとは正反対なんだ。でもレディオヘッドはそういうやり方でうまくいってる、だから俺は彼らを高く評価するんだ」等と評している。
マムフォード・アンド・サンズ
インタビューで「マムフォード・アンド・サンズは好きだ。俺もあんな曲を書いてみたい」と賛辞を送った。フロントマンのマーカス・マムフォードも、パブでノエルと偶然会った際に激励されたことを明かしている。
カサビアン
比較的若手バンドに対して辛口な評価が多いギャラガー兄弟が揃って絶賛している。カサビアンのオアシスに対する発言は崇拝に近い。名古屋で開催されたサマーソニック05も含め過去数回ステージで共演しており、ギャラガー兄弟とカサビアンのメンバーはプライベートでも親交がある。
アークティック・モンキーズ
カサビアン同様、ギャラガー兄弟が評価する若手バンドの一つ。モリッシー（元ザ・スミス）が、「アークティック・モンキーズが成功するのは早すぎる」と発言した際、ノエルが「最初の1、2年でこれだけ騒がれるとそれだけで彼らを嫌う奴が出てくるんだよ。でも彼らにはどうしようもない事だろ」等と擁護し、モリッシーは謝罪した（ただしノエルはモリッシー及びザ・スミスのファンであり、モリッシーの発言内容を批判しただけである）。
ケミカル・ブラザーズ
「セッティグ・サン」と「レット・フォーエヴァー・ビー」でボーカルを担当した。「ケミカル・ブラザーズとはまたコラボしたい。"Setting Sun"は俺が製作に関わった曲の中でも最高傑作だと思ってる。リアムが聞いたら怒るだろうけどな」と語っている。
ポール・マッカートニー
ティーンの頃からビートルズを熱心に聴き、同じアイルランド系、労働者階級出身のミュージシャンということもあり、彼を含めたビートルズを敬愛している。1996年にポールと対面した際、「俺が今日交通事故で死んでも、世界一幸せな人間として死ねる」と発言した。とはいえ近年のポールの作品に対しては「史上最高のシンガーソングライターだがここ四半世紀は肥溜めしか作ってない」と酷評しており、後日ポールに直接その発言を掘り返されて突っ込まれたノエルが苦笑する一幕があった。
ザ・コーラル
かねてから彼らを「いいバンド」と評している。コーラル側は当初「口の悪いオアシスから褒められてもうれしくない」と迷惑顔をしていたが、新作のレコーディングはノエル所有のスタジオで行われるなど、結局仲は良い。
プロディジー
2004年のプロディジーのアルバムに、ゲストとして兄弟で参加した。プロディジーのリーダー、リアム・ハウレットの妻はリアムの元妻・ニコールと実の姉妹であり、その為に親交が深い。
ポール・ウェラー
2ndアルバム『モーニング・グローリー』収録の「モーニング・グローリー」「シャンペン・スーパーノヴァ」ではウェラーがギターを演奏し、『ザ・マスタープラン』収録の「ザ・スワンプ・ソング」ではブルースハープとギターを担当。ノエルの方も、ウェラーの傑作と名高いソロ3作目『スタンリー・ロード』にゲスト参加。互いに度々ライヴでサポーターとして登場したり、音楽雑誌で対談を行ったり、テレビ番組で共演するなど多岐に渡って交流している。ちなみにウェラーは、オアシスの曲では「ハーフ・ザ・ワールド・アウェイ」がお気に入りであると公言している。また、弟のリアムと共にザ・ジャムの大ファンであり、別々の曲でトリビュートアルバムにも参加している。
トラヴィス
トラヴィスのデビュー時、ノエルは彼らのファンであると公言していた。1997年にオアシスのツアーで前座を務め、同年12月のマンチェスターのライヴではノエル自身がゲスト参加したことがある。リアムは「トラヴィスは見上げたバンドだ、俺は大好きだよトラヴィス、曲もすごくいいし。あいつらの事はライバルとは思ってない。絶対違うね、偉大なバンドではあるけど」と話している。アルバム『ザ・マン・フー』収録曲の「ライティング・トゥー・リーチ・ユー」では歌詞に「ワンダーウォール」という単語が登場し、イントロも「ワンダーウォール」に酷似したコード進行であるが、楽曲のクオリティから、後にノエルの公認を受けている。
ベイビーシャンブルズ
ノエルは懇意のピート・ドハーティ率いるベイビーシャンブルズを 6thアルバム『ドント・ビリーヴ・ザ・トゥルース』のワールドツアー（2005年）のオープニング・アクトに起用した。しかし、ピートがパリのファッション・デザイナーの誕生日パーティに出席したためサポートに現れず、直前で出演をキャンセル。ピートはフランスで当時の交際相手であるケイト・モスと大喧嘩しており、足止めを食らっていたという。結局ザ・ズートンズが代役を務めた。
エルトン・ジョン
ノエル曰く「牛乳1本でさえ自分で買いに行かない重要人物」。このノエルの悪口に対し、エルトンは当時発売されていたベストアルバム『ストップ・ザ・クロックス』の話題を踏まえつつ、「オアシスのベストアルバムがチャート1位を取れなくて本当に嬉しい。ノエルの奴に批判されて以来、オアシスには我慢ならないんだ。牛乳ぐらい1人で買いに行ってるさ。あいつは本当に間抜けだよ。『サンダーバード』のパーカーにそっくりだろ？ 最大のヒット曲3つが抜けてて何がベストだ。奴らには1位の資格は無い」と反発していた。しかしながら近年では、エルトンがチケット転売に関して意見を述べた際にはノエルもエルトンの発言に賛同した他、エルトンは自身のラジオ「ロケット・アワー」にてノエルの「フー・ビルト・ザ・ムーン?」を「これは聴くのをやめられない、聴く人を幸せな気分にしてくれるアルバムの1枚だよ」と絶賛している。
レディー・ガガ
ノエル曰く「レディー・ガガなんてどうでもいいよ。肉のドレスとか変な行動で注目を集めてばかりで、音楽はどうなってるんだ?　娘が家で彼女のアルバムをよく聞いてるけど、マドンナのライト版だ。マドンナはハードコアだった。音楽も含め、すべての面で先端的だったよ。20年後、人はレディー・ガガの音楽を聞くと思うか?　彼女は奇人や変人のために立ち上がってるつもりかもしれないが、まともな音楽を残す事はできないよ」
エミリー・サンデー
ノエル曰く「エミリー・サンデー?　あんなのばあちゃん向けの音楽じゃないか。わけわからん」。ノエルのこの発言を知ったエミリーは、自身のツイッター上で「ノエル、ありがとう」と皮肉を込めて反撃。そのツイートにはファックサインを出している老女の写真が一緒に添えられていた。なお、このコメントの際には、パロマ・フェイスのことを「パロマ・フェイス？頼むよ。誰が彼女がスターだなんて判断したんだ?」と一刀両断している。
AKB48
2012年5月25日の『ミュージックステーション』(「Dream On」を披露)で共演し、その後のブログで「俺と共演したこの日の日本のアーティストのうちのひとつがAKB48という出来合いの女子グループでね。これがまた30人くらいのグループで全員が13歳から15歳くらいでさ。すんげえ（自分が）年老いた気分にさせられたよ」と綴った（因みにAKB側が出演した人数は22人で、平均年齢は20歳）。その2か月後のインタビューでは「いや、かなり異様な体験だったよ。48人のティーンエイジャーに囲まれて座ってんだぜ。マジかよ、って感じだったな。日本には何回も来てるし、そもそも日本のクレイジーなところが好きだしさ。というか、日本に来る欧米人は、そういう異様さというか、ヘンテコなところが大好きで、だから日本に来るんだよ。友達とかに、『日本って、どんな国なの？』と訊かれると、『ファッキン狂ってるよ！　メンバーが48人もいる女子アイドル・グループがいるんだぜ』、『ワオ！』ってなるんだ。『でさ、その48人のうち、だれがリード・ヴォーカルを取るか、ファンが投票するんだぜ。でもって、その48人と一緒に、歌番組にこの俺が出たんだよ！』みたいなさ」と笑いながら語っている。
アデル
ノエル曰く「最近じゃよく訊かれるトピックはアデルだね。アデルについて俺がどう思うか知りたいやつがいるんなら、ファッキン教えてやるよ。それはそうお願いされてるからとか、そういうことじゃなくて、世の中で盛り上がってる事についてはいつも興味津々だからなんだ。アデルについてはなんであんな騒がれてるのかさっぱりわからねえんだ。アデルの音楽は好きじゃないんだ。なんかおばあちゃん向けの音楽だろ、あれって」と2015年12月にオーストラリアのカルチャー・サイト、ミュージックフィーズのインタヴューで語っている。翌年の2016年にはGQ誌とのインタヴューで彼女についてどう思うか問われると、「アデル？ おれはファンじゃないね。彼女の曲はいつも俺が朝コーンフレークを食べようとしている時にかぎってラジオから流れてくるんだよな。『おはよう（“Hello”）』だって？ ほんと、勘弁してくれよ」と語っている 。
デヴィッド・ボウイ
影響を受けたミュージシャンの一人。オアシス時代にはヒーローズを自らのボーカルでカバーし、CDシングルに収録した。ボウイが2016年の1月に亡くなった際に、自身のTwitterでボウイとのツーショット写真を載せ、「俺の人生最高の瞬間のひとつさ。だけど、少し若すぎてそのありがたみがしっかりと分かってなかった事を後悔してるよ」 と追悼した 。
ザ・フー
影響を受けたバンドの一つで、彼らの伝記映画『アメイジング・ジャーニー』にコメント出演した際には「ザ・フーの事はいくらでも語れる」と言い切った。オアシス時代にはマイ・ジェネレーションをライブで頻繁に演奏しており、その録音をCDシングルにも収録した。2000年、ザ・フーがロイヤル・アルバート・ホールで開催したライブの無法の世界にギターとコーラスでゲスト参加し、始終笑顔でプレイしている。後にオアシスに参加することになるザック・スターキーはザ・フーのドラマーでもあり、ドラムはかつてその席にいたキース・ムーンから教わっている。ザ・フーのピート・タウンゼントもノエルやリアムに好意的であり、2024年のオアシス再結成に際しては「がっかりした、彼らのソロ・アルバムが（どちらも）好きだったから」と語っていた。

## ディスコグラフィー

### アルバム

#### スタジオアルバム
- 2011年 - ノエル・ギャラガーズ・ハイ・フライング・バーズ (Noel Gallagher's High Flying Birds)（日本盤10月12日）
- 2015年 - チェイシング・イエスタデイ (Chasing Yesterday)（日本盤2月25日）
- 2017年 - フー・ビルト・ザ・ムーン？ (Who Built The Moon?)（日本盤11月22日）
- 2023年 - カウンシル・スカイズ (Council Skies)（6月2日）

#### コンピレーションアルバム
- 2021年 - バック・ザ・ウェイ・ウィー・ケイム：Vol 1(2011-2021) (Back the Way We Came: Vol. 1 (2011–2021)) （日本盤6月21日）

### シングル
- 2011年

8月21日 - ザ・デス・オブ・ユー・アンド・ミー (The Death Of You And Me)
9月11日 - AKA... ホワット・ア・ライフ! (AKA... What A Life!)
- 2012年

1月3日 - イフ・アイ・ハッド・ア・ガン (If I Had A Gun...)
3月12日 - ドリーム・オン (Dream On)
4月21日 - ソングス・フロム・ザ・グレート・ホワイト・ノース（限定12インチレコード） (Songs From The Great White North...)
- 2014年

11月17日 - イン・ザ・ヒート・オブ・ザ・モーメント (In The Heat of The Moment)

## オアシス時代のバンド外の活動

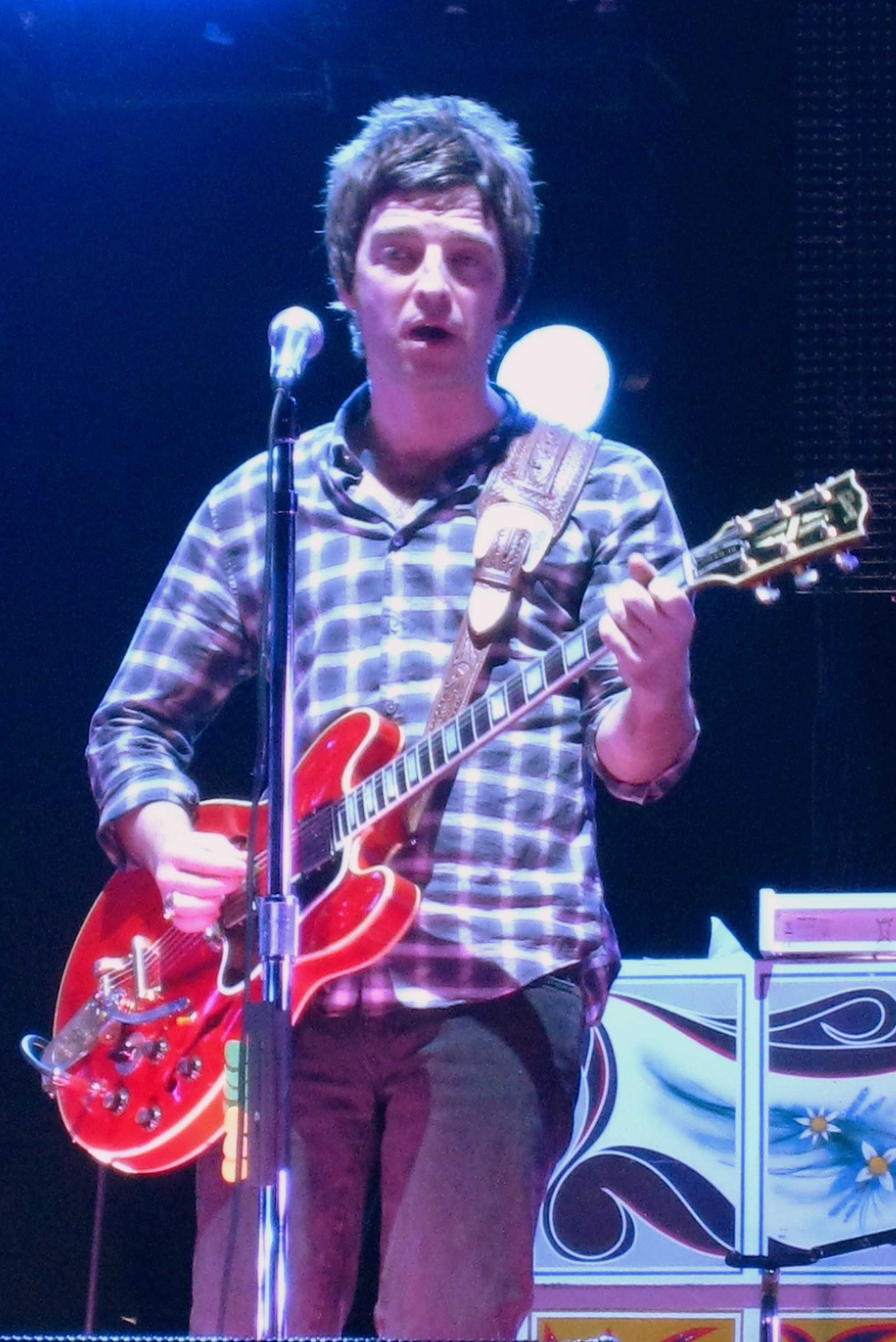
モントリオールにて（2008年9月）

### ソロアルバム
- The Dreams We Have as Children (Live for Teenage Cancer Trust)（2009）

2007年3月27日に ロンドンのロイヤル・アルバート・ホールにて行われたTeenage Cancer Trust主催のアコースティック・ライブを音源化したもの。2009年3月15日に英「SUNDAY TIMES」誌の付録CDとして無料配布され、期間限定でiTunesでも無料配布された。

#### 収録曲
特に記述のないものは全てオアシスの楽曲
1. Fade Away
2. Listen Up
3. Half the World Away
4. The Butterfly Collector (with Paul Weller) （ポール・ウェラー）
5. All You Need Is Love (with Paul Weller) （ザ・ビートルズ）
6. Don't Go Away
7. Sad Song
8. Wonderwall
9. Slide Away
10. There Is a Light That Never Goes Out （ザ・スミス）
11. Married with Children

### 他アーティストとの共演（一部、正式な音源のみ）
- Setting Sun/ケミカル・ブラザーズ ボーカルで参加。(1996) 2007年から日産自動車 エクストレイルのCMに使用されている。
- Come Together/Mojo Filters ギターで参加。ボーカルはポール・ウェラー、ベースはポール・マッカートニー。(1996)
- Temper Temper/Goldie ギターで参加。PVにも出演。(1997)
- Let Forever Be/ケミカル・ブラザーズ ボーカルで参加。(1999) 2002年にソニー VAIO、2009年に三菱地所のCMに使用されている。
- Keep What Ya Got/イアン・ブラウン 楽曲提供。PVにも出演。(2004)
- Shoot Down/プロディジー ベースで参加。(2004)

### ポール・ウェラーとの共演
- 1995年のアルバム『Stanley Road』（英1位）の「I Walk On Gilted splinters」にギターで参加。
- 1999年のザ・ジャムのトリビュートアルバム『Fire And Skil』に「To Be Someone」をカバー、Liamの「Carnation」にギターで参加。
- 2002年のアルバム『Illumination』(英1位)の「OneXOne」にベース、パーカッション、ドラムで参加（ギターはゲム）。
- 2008年のアルバム『22 Dreams』（英1位）にキーボード、ベースで参加（ギターはゲム）。
- 2012年のアルバム『Sonik Kicks』（英1位）にギター、ベースで参加。

## 日本でのTV出演
- 2006年11月15日、オアシスのベスト・アルバム『ストップ・ザ・クロックス』の日本盤発売日に『笑っていいとも!』のエンディングゲストとして出演し、司会のタモリにノエル自身のサイン入りのアナログ盤をプレゼントした。
- 2012年5月25日、音楽番組『ミュージックステーション』（テレビ朝日）に出演。

## 使用楽器

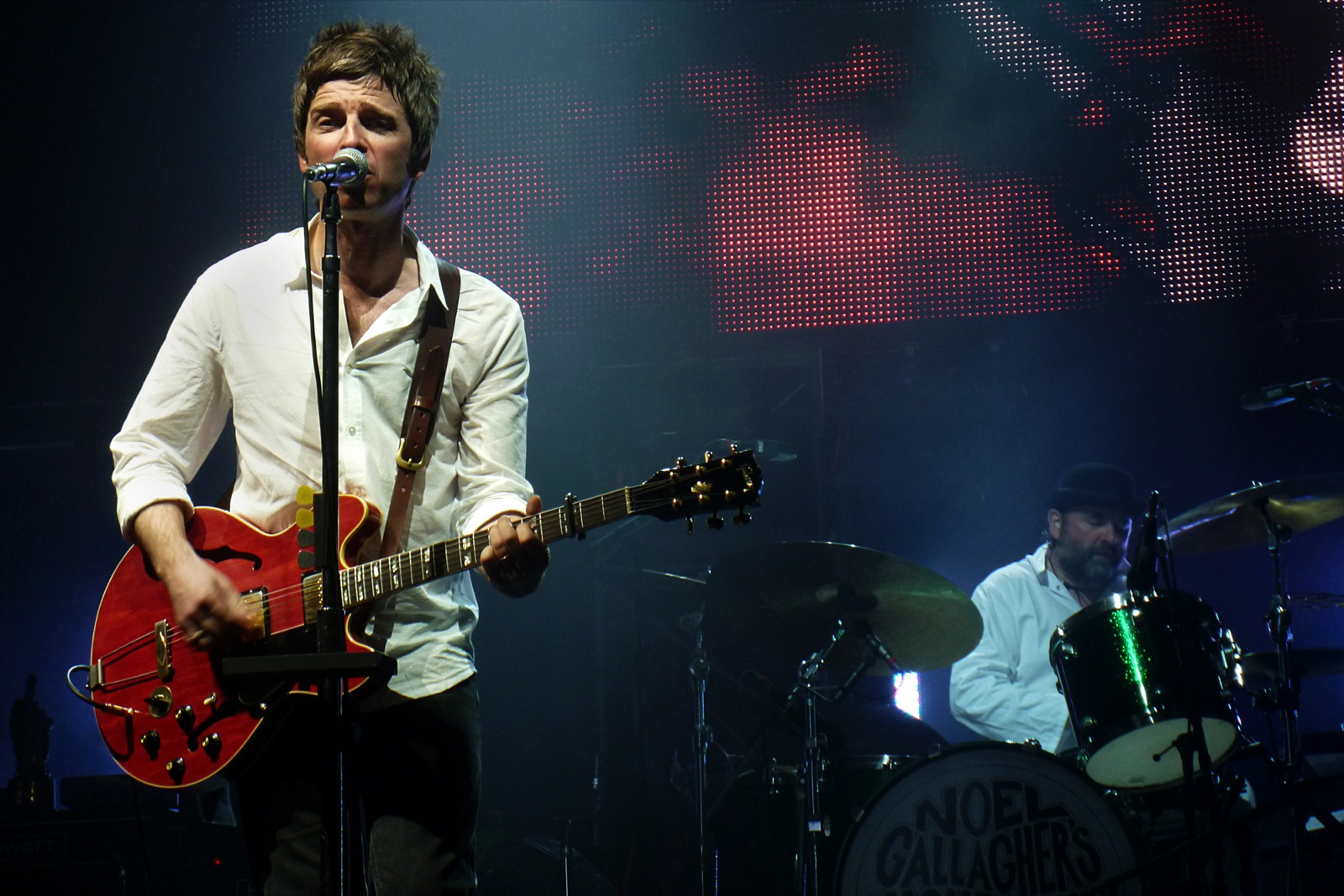
メキシコシティでのライヴ（2012年4月）

- エレクトリック・ギターはオアシスではギブソン系のモデルを、ソロに入ってからはフェンダー系のモデルも愛用している。
- 機材にはお金をかけない主義で、デビュー前の最初期はギターにテープエコーとアンプの歪みだけと非常にシンプルな組み合わせで音作りをしていた。デビュー後も基本的にオーバードライブとディレイペダルをベースに継ぎ足していくスタイルを取っている。
- ファースト・アルバムからモーニング・グローリーにかけては主にエピフォンのリヴィエラやシェラトン、ジョニー・マーから借りた60年製のギブソン・レスポールを使用。
- ビィ・ヒア・ナウ以降は前作の成功でリッケンバッカーやギブソン・フライングVなど高価なギターも使用するようになった。
- 2000年以降のバンド後期はそれまでの機材を一新し1960年製ギブソン・ES-355をメインギターに、ギブソン・トリニ・ロペス・スタンダードやフェンダー・テレキャスター、エピフォン・カジノなど様々なギターを使用した。
- 現在はギブソン・ES-355とNash Guitarsのジャズマスターモデルをメインに使用。
- アコースティック・ギターは、キャリアの初期にはエピフォン・EJ-200やタカミネのエレアコを使用していたが、現在ではギブソン・J-200を使用している[38]。
- ギター・コレクターで、50～60年代のギブソンのギターがお気に入りとされる。1995年のインタビューでは「ギターは18本持っている」と答えていたが、サマーソニックで来日した2005年では93本所有していると発言していた。
- ライヴで使用するアンプはマーシャルやオレンジをBe Here Nowのツアー頃までメインにしていたが、VOX・AC-50やフェンダー・Bassmanなどを経て、現在はフェンダー・Blues Juniorを、Line 6・PODと組み合わせて使用している[38]。
- レコーディングでは、ベースやドラムス、キーボード、メロトロン、マンドリン、シタール、バンジョー、ピアノ、チェロなども担当するマルチプレイヤーである。
- ギタリストとしては速弾きなどテクニカルなプレイは殆ど使用せず、「リヴ・フォーエバー」「ホワットエヴァー」「ワンダーウォール」など、1、2弦固定を基調としたコード進行を好んで使用する。

## その他のエピソード
- 1995年に「ドント・ルック・バック・イン・アンガー」をどちらが歌うかでリアムと喧嘩。ノエルが2週間バンドを離脱するトラブルが起きた。
- 1997年にイギリス労働党のパーティに呼ばれ、トニー・ブレアにギターのコードを教えたことがある。
- オアシスのメンバーとして初めて来日したのは1994年だが、その5年前に既にインスパイラル・カーペッツのローディとして来日している。
- クラークスの靴を愛用。アディダスも愛用ブランドの1つ。自身のアコースティックギターにもアディダスのロゴシールが貼られている。
- クリスマスが嫌いであると発言している。「俺はクリスマスが大っ嫌いなんだ。ラジオから流れる馬鹿らしい音楽やCMには我慢ならない」「“サンタクロースなんて、この世にはいない”って娘に言いたくて仕方なかった」ともコメントしている。
- 2009年の兄弟喧嘩の際に、大切にしていたジョニー・マーから貰ったギターを、リアムに叩き壊されたのがオアシス解散の一因だったらしい(2011年のアラン・カー司会のテレビ番組「Chatty Man」では、別日に収録された中で、リアムは「あいつ（ノエル）が俺のを壊した」と言った。ノエルも同意し「リアムが彼のギターをノエルに向かって投げ、それは当たらず頭の上を越えていった。しかし我慢がならなかった」旨を発言している)。
- 無神論者とされる。「信仰はあるけど、神の存在なんて有り得ないだろう？」「もし神が存在するんなら、あまりにも役に立ってなさすぎだよ」「ツインタワーに飛行機で突っ込んだヤツらだって神のためだって言ったけど、何を言うかふざけんなって感じだよ」[39]などと発言。また日本のファンとのキュー・アンド・エー・セッションでも、「試合の前にトンカツを食べる」といったゲン担ぎについて、「ポークカツを食べたところで試合の結果には影響しないと思うよ」とコメントしている。
- 運転免許を取得していないが、車は数台所持している。初めて購入したのは自身の生まれ年である1967年式のジャガーのマーク2。
- ハリウッド俳優のユアン・マクレガーはスターウォーズシリーズのオビ＝ワン・ケノービ役が決まった当時ノエルの近所に住んでおり、決まった直後にノエルの家で、ライトセーバーのおもちゃでチャンバラをして遊んだ。ノエル曰く「ジェダイの1stレッスンは俺の庭で行われたんだぜ」と語っている[40]。